# Egon Müller-Franken
Egon Müller-Franken (* 24. August 1914 in Essen, Deutsches Reich; † 1. Juli 1982 in Mainz) war ein deutscher Schauspieler bei Bühne, Film und Fernsehen, Hörspielsprecher, Lektor und Fernsehredakteur.

## Leben und Wirken
Der Sohn von Emil und Maria Müller schloss die Oberrealschule mit dem Abitur ab und studierte anschließend im Dritten Reich an der Universität Philosophie, Kunstgeschichte und Germanistik. Es folgten ab der Spielzeit 1933/34, beginnend mit einer Verpflichtung an die Städtischen Theater von Chemnitz, Bühnenengagements, die ihn nach München, Den Haag und zuletzt (1938/39) nach Krefeld (Stadttheater) führten. Für zwei Filmproduktionen – die Jungmädchengeschichte Fräulein, wo Müller-Franken an der Seite von Ilse Werner auftrat, und den propagandistischen Wehrertüchtigungsfilm Stukas des Regimegünstlings Karl Ritter – trat der Essener Nachwuchsmime auch vor die Kamera. Zur Zeit des letztgenannten Films war Egon Müller-Franken bereits eingezogen, er diente die gesamte Zeit des Zweiten Weltkriegs 1939 bis 1945 und geriet bei Kriegsende in Gefangenschaft, aus der er nur wenig später wieder entlassen wurde.
Noch im selben Jahr 1945 kehrte Egon Müller-Franken zu seinem künstlerischen Beruf zurück und fand zunächst Beschäftigung als Hörspielsprecher (beispielsweise bei Der Biberpelz in einer Inszenierung von Ludwig Cremer, wo er den Motes sprach). 1946 wurde Müller-Franken vom NWDR in Hamburg angestellt, doch kehrte er bald darauf wieder zum Theater zurück, wo er, beginnend mit einem Engagement an den städtischen Bühnen von Mainz, bis 1950 an Spielstätten in Bochum und Göttingen wirkte. Gelegentlich ließ man ihn auch als Regisseur arbeiten. 1952 holte die Universität Freiburg Müller-Franken zu sich und stellte ihn als Lektor ein. In der Stadt im Breisgau wurde am Neujahrstag 1960 sein Sohn Johannes Müller-Franken, der sich später einen Namen als Maler machte, geboren. Drei Jahre darauf folgte ein weiterer Sohn, Sebastian Müller-Franken, der ein bekannter Jurist und Staatsrechtler wurde.
Sporadisch kehrte Egon Müller-Franken in dieser Zeit auch wieder vor die Kamera zurück, belegt ist unter anderem ein Auftritt als Richter in Robert A. Stemmles Fernsehinszenierung des Kriminalfalls Affäre Blum. In späteren Jahren war Müller-Franken als ZDF-Redakteur an der Entstehung von so unterschiedlichen Produktionen wie dem Boulevardstück Amouren mit O. W. Fischer und der Dokumentation Nur zum Spaß, nur zum Spiel – Kaleidoskop Valeska Gert von Volker Schlöndorff beteiligt. Zuletzt im Fernsehen konnte man Egon Müller-Franken Anfang 1982, seinem Todesjahr, sehen, als er einen Auftritt in einer Ausgabe der Quizshow Einer wird gewinnen mit Hans-Joachim Kulenkampff absolvierte.

## Filmografie
- 1939: Fräulein (Filmrolle)
- 1941: Jungens (Filmrolle)
- 1962: Affäre Blum (Fernsehrolle)
- 1972: Amouren (Redaktion/Produktion)
- 1974: Der widerspenstige Heilige (Redaktion/Produktion)
- 1975: Die gelbe Nachtigall (Redaktion)
- 1977: Nur zum Spaß, nur zum Spiel – Kaleidoskop Valeska Gert (Redaktion)
- 1982: Einer wird gewinnen (TV-Show, Ausgabe Nr. 58 aus Hof. Auftritt)